# ومبلی
ومبلی (به انگلیسی: Wembley) شهر اصلی حومه شهر برنت در شمال غربی لندن، انگلستان است. ومبلی در ۸ مایلی (۱۳ کیلومتری) شمال غربی چارینگ کراس قرار دارد. ومبلی از سال ۱۸۹۴ (میلادی) تحت یک کلیسای مدنی جداگانه تشکیل شد و در سال ۱۹۳۷ (میلادی) به عنوان یک بخش شهرداری میدلکس انتخاب شد. در سال ۱۹۶۵ (میلادی)، این منطقه با شهرداری ویلسدن ادغام شد که توسط رودخانه برنت جدا شده بود و منطقه برنت لندن را ایجاد کرد. از آن زمان بخشی از لندن بزرگ را ومبلی تشکیل داده است.